# Ferozepur Cantonment
Firozpur Cantonment è una suddivisione dell'India, classificata come cantonment board, di 57.418 abitanti, situata nel distretto di Firozpur, nello stato federato del Punjab. In base al numero di abitanti la città rientra nella classe II (da 50.000 a 99.999 persone).

## Geografia fisica
La città è situata a 30° 56' 06 N e 74° 37' 26 E.

## Società

### Evoluzione demografica
Al censimento del 2001 la popolazione di Firozpur Cantonment assommava a 57.418 persone, delle quali 34.393 maschi e 23.025 femmine. I bambini di età inferiore o uguale ai sei anni assommavano a 6.494, dei quali 3.555 maschi e 2.939 femmine. Infine, coloro che erano in grado di saper almeno leggere e scrivere erano 43.239, dei quali 27.571 maschi e 15.668 femmine.